# Полтавська рівнина
Полта́вська рівни́на — східна (підвищена) частина Придніпровської низовини. Розташована переважно в межах Полтавської області (частково в Сумській області).
Абсолютні висоти досягають 200 м і більше. Загальний похил поверхні — з північного сходу на південний захід. Для рельєфу властиве чергування плоских вододілів з широкими (до 10—12 км) долинами лівих проток Дніпра: Ворскли, Псла та інших. Глибина врізу річкових долин сягає 60—80 м. На схилах розвинута яружно-балкова мережа, на вододільних ділянках подекуди є ізольовані підняття — Висачківський горб, гора Золотуха та інші. Трапляються давні прохідні долини льодовикового періоду, утворені водно-льодовиковими потоками. Тут формуються лучно-степові ландшафти з глибокими малогумусними чорноземами, на лесових суглинках, що майже повністю розорані. Місцями збереглись байраки, окремі болота й ділянки цілинного степу, наприклад Михайлівська цілина.